# Rainer Weiss
Rainer »Rai« Weiss [ráiner rái váis], ameriški fizik in nobelovec, * 29. september 1932, Berlin.
Weiss je znan po svojih prispevkih h gravitacijski fiziki in astrofiziki. Je zaslužni profesor fizike na Tehnološkem inštitutu Massachusettsa (MIT) in pridruženi profesor na Državni univerzi Louisiane (LSU). Najbolj je znan po izumu laserske interferometrične metode, ki sestavlja osnovo gravitacijskega observatorija LIGO. Bil je predsednik Znanstvene delovne skupine satelita COBE.
Leta 2017 je skupaj s Thorneom in Barishem prejel Nobelovo nagrado za fiziko »za ključne prispevke k detektorju LIGO in opazovanju gravitacijskega valovanja«.

## Zgodnje življenje in izobrazba
Rodil se je v Berlinu materi Gertrude Loesner in očetu Fredericku A. Weissu. Njegova mati, kristjanka, je bila igralka. Njegovega očeta, zdravnika, nevrologa in psihoanalitika, so nacisti izgnali iz Nemčije, ker je bil jud in dejavni član Komunistične partije. Družina je najprej zbežala v Prago, vendar je morala zaradi nemške zasedbe Českoslovaške po Münchenskem sporazumu leta 1938 zbežati tudi od tam. Človekoljubna družina Stix iz St. Louisa jim je omogočila, da so pridobili vize in vstopili v ZDA. Svojo mladost je preživel v New Yorku, kjer je obiskoval Srednjo šolo Columbia. Začel je študirati na MIT, vendar je v prvem letniku prenehal. Nato se je vrnil in leta 1955 diplomiral. Doktoriral je na MIT leta 1962 pod Zachariasovim mentorstvom. Med letoma 1960 in 1962 je predaval na Univerzi Tufts, med letoma 1962 in 1964 je podoktorsko študiral na Univerzi Princeton pri Dickeu. Leta 1964 je začel predavati na MIT.

## Znanstveno delo in dosežki
Weiss je pripeljal dve področji raziskav na področju osnovne fizike od rojstva do zrelosti: karakterizacijo sevanja kozmičnega ozadja in interferometrično opazovanje gravitacijskega valovanja.
Opravil je pionirske meritve spektra prasevanja in bil soustanovitelj in znasntveni svetovalec Nasinega satelita (mikrovalovnega ozadja) COBE. Weiss je iznašel tudi interferometrični detektor gravitacijskega valovanja in bil soustanovitelj projekta NSF LIGO (zaznavanja gravitacijskega valovanja). Oba dosežka sta pomembna za fiziko pri razumevanju Vesolja.
Februarja 2016 je bil med štirimi fiziki na tiskovni konferenci kjer so objavili, da so 14. septembra 2015 z LIGO prvič neposredno opazovali signal gravitacijskega valovanja. Za to odkritje je leta 2017 prejel Nobelovo nagrado za fiziko.

## Priznanja

### Nagrade in častni naslovi
Weissu so podelili več nagrad, med njimi:
- Gruberjevo nagrado za kozmologijo (skupaj z Johnom Cromwellom Matherjem in skupino COBE) (2006),[4]
- Einsteinovo nagrado (skupaj z Ronaldom Dreverjem) za svoje delo (2007),[20]
- za dosežke zaznave gravitacijskega valovanja je leta 2016 in 2017 prejel:

- posebno prebojno nagrado za osnovno fiziko (2016),
- Gruberjevo nagrado za kozmologijo (skupaj z Ronaldom Dreverjem in Kipom Stephenom Thorneom) (2016),
- Shawovo nagrado (skupaj z Ronaldom Dreverjem in Kipom Stephenom Thorneom) (2016),
- Kavlijevo nagrado za astrofiziko  (skupaj z Ronaldom Dreverjem in Kipom Stephenom Thorneom) (2016),
- Harveyevo nagrado (skupaj z Ronaldom Dreverjem in Kipom Stephenom Thorneom) (2016),
- nagrado ameriške iznajdljivosti v kategoriji fizikalnih znanosti revije Smithsonian (skupaj s Kipom Stephenom Thorneom in Barryjem Clarkom Barishem) (2016),
- nagrado Willisa E. Lamba za laserske znanosti in kvantno optiko (2017),
- nagrado asturijske princese za tehniško in znanstveno raziskovanje (skupaj s Kipom Stephenom Thorneom in Barryjem Clarkom Barishem) (2017),
- Nobelovo nagrado za fiziko (skupaj s Kipom Stephenom Thorneom in Barryjem Clarkom Barishem) (2017).

## Izbrana dela

### Knjige
- Weiss, Rainer (1999), »Interferometric Gravitational Wave Detectors«,  v Ashby, N.; Bartlett, D.; Wyss, W. (ur.), Proceedings of the Twelfth International Conference on General Relativity and Gravitation, Cambridge University Press, str. 331

### Znanstveni članki
- Weiss, Rainer; Stroke, H. H.; Jaccarino, V.; Edmonds, D. S. (1957), »Magnetic Moments and Hyperfine Structure Anomalies of Cs133, Cs135 and Cs137«, Phys. Rev., 105 (2): 590, Bibcode:1957PhRv..105..590S, doi:10.1103/PhysRev.105.590
- Weiss, Rainer (1961), »Molecular Beam Electron Bombardment Detector«, Rev. Sci. Instr., 32 (4): 397, Bibcode:1961RScI...32..397W, doi:10.1063/1.1717386
- Weiss, Rainer; Grodzins, L. (1962), »A Search for a Frequency Shift of 14.4 keV Photons on Traversing Radiation Fields«, Physics Letters, 1 (8): 342, Bibcode:1962PhL.....1..342W, doi:10.1016/0031-9163(62)90420-1
- Weiss, Rainer (1963), »Stark Effect and Hyperfine Structure of Hydrogen Fluoride«, Phys. Rev., 131 (2): 659, Bibcode:1963PhRv..131..659W, doi:10.1103/PhysRev.131.659
- Weiss, Rainer; Block, Barry (1965), »A Gravimeter to Monitor the OSO Dilational Model of the Earth«, J. Geophys. Res., 70 (22): 5615, Bibcode:1965JGR....70.5615W, doi:10.1029/JZ070i022p05615
- Weiss, Rainer; Blum, Gerald D. (1967), »Experimental Test of the Freundlich Red-Shift Hypothesis«, Phys. Rev., 155 (5): 1412, Bibcode:1967PhRv..155.1412B, doi:10.1103/PhysRev.155.1412
- Weiss, Rainer (1967), »Electric and Magnetic Field Probes«, Amer. J. Phys., 35 (11): 1047, Bibcode:1967AmJPh..35.1047W, doi:10.1119/1.1973723
- Weiss, Rainer; Ezekiel, Shaoul (1968), »Laser-Induced Fluorescence in a Molecular Beam of Iodine«, Phys. Rev. Lett., 20 (3): 91, Bibcode:1968PhRvL..20...91E, doi:10.1103/PhysRevLett.20.91
- Weiss, Rainer; Muehlner, Dirk J. (1970), »A Measurement of the Isotropic Background Radiation in the Far Infrared«, Phys. Rev. Lett., 24 (13): 742, Bibcode:1970PhRvL..24..742M, doi:10.1103/PhysRevLett.24.742
- Weiss, Rainer (1972), »Electromagnetically Coupled Broadband Gravitational Antenna« (PDF), Quarterly Progress Report, Research Laboratory of Electronics, MIT, 105: 54
- Weiss, Rainer; Muehlner, Dirk J. (1973), »Balloon Measurements of the Far Infrared Background Radiation«, Phys. Rev. D, 7 (2): 326, Bibcode:1973PhRvD...7..326M, doi:10.1103/PhysRevD.7.326
- Weiss, Rainer; Muehlner, Dirk J. (1973), »Further Measurements of the Submillimeter Background at Balloon Altitude«, Phys. Rev. Lett., 30 (16): 757, Bibcode:1973PhRvL..30..757M, doi:10.1103/PhysRevLett.30.757
- Weiss, Rainer; Owens, David Kingston (1974), »Measurements of the Phase Fluctuations on a He-Ne Zeeman Laser«, Rev. Sci. Inst., 45 (9): 1060, doi:10.1063/1.1686809
- Weiss, Rainer; Owens, David Kingston; Muehlner, Dirk J. (1979), »A Large Beam Sky Survey at Millimeter and Submillimeter Wavelengths Made from Balloon Altitudes«, Astrophysical Journal, 231: 702, Bibcode:1979ApJ...231..702O, doi:10.1086/157235
- Weiss, Rainer; Downey, Patricia M.; Bachner, F. J.; Donnelly, J. P.; Mountain, R. W.; Silversmith, D. J. (1980), »Monolithic Silicon Bolometers«, Journal of Infrared and Millimeter Waves, 1
- Weiss, Rainer (1980), »Measurements of the Cosmic Background Radiation«, Annual Review of Astronomy and Astrophysics, 18: 489, Bibcode:1980ARA&A..18..489W, doi:10.1146/annurev.aa.18.090180.002421
- Weiss, Rainer (1980), »The COBE Project«, Physica Scripta, 21 (5): 670, Bibcode:1980PhyS...21..670W, doi:10.1088/0031-8949/21/5/016
- Weiss, Rainer; Meyer, Stephan S.; Jeffries, A. D. (1983), »A Search for the Sunyaev-Zel'dovich Effect at Millimeter Wavelengths«, Astrophys. J. Lett., 271: L1, Bibcode:1983ApJ...271L...1M, doi:10.1086/184080
- Weiss, Rainer; Halpern, Mark; Benford, Richard L.; Muehlner, Dirk J. (1988), »Measurements of the Anisotropy of the Cosmic Background Radiation and Diffuse Galactic Emission at Millimeter and Submillimeter Wavelengths«, Astrophys. J., 332: 596, Bibcode:1988ApJ...332..596H, doi:10.1086/166679
- Weiss, Rainer; Mather, John Cromwell; Cheng, Edward S.; Eplee, Robert E. mlajši; Isaacman, Richard B.; Meyer, Stephan S.; Shafer, Richard A.; Wright, Edward L.; Bennett, Charles L.; Boggess, Nancy W.; Dwek, Eliahu; Gulkis, Samuel; Hauser, Michael G.; Janssen, Michael A.; Kelsall, Thomas J.; Lubin, Philip Michael; Moseley, Samuel Harvey mlajši; Murdock, Thomas L.; Silverberg, Robert F.; Smoot, George Fitzgerald; Wilkinson, David Todd (1990), »A Preliminary Measurement of the Cosmic Microwave Background Spectrum by the Cosmic Background Explorer (COBE) Satellite«, Astrophys. J., 354: L37, Bibcode:1990ApJ...354L..37M, doi:10.1086/185717
- Weiss, Rainer; Smoot, George Fitzgelard; Bennett, Charles L.; Weber, Ronald M.; Maruschak, John; Ratliff, R.; Janssen, Michael A.; Chitwood, J. S.; Hilliard, Lawrence; Lecha, M.; Mills, R.; Patschke, Robert; Richards, C.; Backus, Charles R.; Mather, John Cromwell; Hauser, Michael G.; Wilkinson, David Todd; Gulkis, Samuel; Boggess, Nancy W.; Cheng, Edward S.; Kelsall, Thomas J.; Lubin, Philip Michael; Meyer, Stephan S.; Moseley, Samuel Harvey mlajši; Murdock, Thomas L.; Shafer, Richard A.; Silverberg, Robert F.; Wright, Edward L. (1990), »COBE Differential Microwave Radiometers: Instrument Design and Implementation«, Astrophys. J., 360: 685, Bibcode:1990ApJ...360..685S, doi:10.1086/169154
- Weiss, Rainer; Shoemaker, David H.; Fritschel, Peter; Giaime, Joseph Antony; Christensen, Nelson (1991), »Prototype Michelson Interferometer with Fabry-Perot Cavities«, Applied Optics, 30 (22): 3133–8, Bibcode:1991ApOpt..30.3133S, doi:10.1364/AO.30.003133, PMID 20706365